# Blood Heat
Blood Heat (マッスルヒート, Masūruhīto) est un film japonais réalisé par Ten Shimoyama, sorti en 2002.

## Synopsis
Un militaire nommé Joe va être recruté pour déjouer le réseau de trafiquant de drogue.

## Fiche technique
Source principale de la fiche technique :
- Titre : Blood Heat (titre DVD)
- Titre original : マッスルヒート (Masūruhīto)
- Réalisation : Ten Shimoyama
- Scénario : Kongoh et Tetsuya Oishi, d'après une histoire de Ushio Higushi
- Musique : Kōji Endō
- Photographie : Hideo Yamamoto
- Production : Kazuya Hamana et Toshiaki Nakazawa
  - Coproduction : Norihiko Tani
  - Production déléguée : Morihiro Kodama
- Société de production : Dentsu Productions, Imagica Corporation, Nihon Shuppan Hanbai, Sedic, Tōhō, Tokyo Broadcasting System
- Distribution :  Japon : Tōhō
- Pays :  Japon
- Format : Couleur - Son : DTS stereo
- Genre : Action, aventure
- Dates de sortie :
  - Japon : 26 octobre 2002
  - France : 25 août 2004 (sortie DVD)[2]

## Distribution
Source principale de la distribution :
- Kane Kosugi : Joe Jinno
- Shô Aikawa : Détective Aguri Katsuragi
- Masaya Kato : Rai Kenjin
- Misato Tachibana : Akane Katsuragi
- Noboru Kaneko : Ken
- Ikkei Watanabe : Asakura
- Joe Li : Rai Kenkyo
- Ken Lo : Lee
- Shinya Hashimoto : Muscle Dome Wrestler A
- Noriko Watanabe : Ryoko Tachibana
- Yoshihiro Takayama : Muscle Dome Wrestler B
- Naoto Takenaka : Tajima